# Bennone (vescovo di Imola)
Bennone, anche Benno (... – 1139 ca.), è stato un vescovo cattolico italiano.

## Biografia
Probabilmente fu originario di imolese ed era arcidiacono della cattedrale di San Cassiano, come affermano due storici locali in base ad atti capitolari risalenti al 1108. Successore di Otrico, vescovo tra il 1122 e il 1125, fu eletto vescovo della diocesi di Imola verso il 1126. Bennone reveste una grande importanza nella storia della chiesa e dei Comune di Imola per il privilegio, promulgato da papa Onorio II che lo infeduava dei diritto di amministrare la giustizia ed esigere i tributi a Imola e a Castello d'Imola, nonché del pieno dominio sul porto di Conselice e su numerosi castelli, pievi e abbazie delle vicinanze. Con questo privilegio il papa restituì alla chiesa imolese quei diritti da essa goduti per la prima volta sotto il vescovo Morando, il quale, divenuto scismatico, vi avrebbe rinunciato intorno al 1082.
Tra il Comune di Imola ed il vescovo, che controllava le vie di transito del commercio alla città ed inoltre possedeva il Castello di San Cassiano, sua abituale residenza, sorsero gravi attriti, che sfociarono in aperto conflitto nel 1131. Proprio quell'anno il vescovo con le truppe provenienti dai due castelli contribuì all'assedio di Imola con Bolognesi e Ravennati; uscita sconfitta, Imola si alleò con Faenza e grazie all'aiuto dei faentini nel 1132 riuscì a un attacco di Bolognesi e di Ravennati, ma addirittura a contrattaccare e distruggere il castello di San Cassiano, la sua cattedrale e il suo episcopio. Il vescovo Bennone fu costretto a riparare in Conselice, dove rimase anche dopo la riedificazione di Castello di San Cassiano, avvenuta nel 1133, e dove morì. Nel 1140 è documentato il suo successore Randuino alla cattedra episcopale di Imola.